# NADPH:chinone reduttasi
La NADPH:chinone reduttasi è un enzima appartenente alla classe delle ossidoreduttasi, che catalizza la seguente reazione:
NADPH + H+ + chinone ⇄ NADP+ + semichinone
È un enzima contenente zinco, specifico per NADPH. Catalizza la riduzione a 1-elettrone di alcuni chinoni; gli ortochinoni sono i migliori substrati. Il dicumarolo, la NAD(P)H deidrogenasi (chinone) (numero EC 1.6.5.2) e la nitrofurantoina sono inibitori competitivi rispetto al substrato chinone. In alcuni mammiferi l'enzima è abbondante nel cristallino, dove è identificata con la proteina ζ-cristallino.